# Love/Juice
Love/Juice es una película japonesa de 2000 dirigida por Kaze Shindō. Este es el largometraje debut de Shindō (nieta de Kaneto Shindō).
Love/Juice recibió el Premio Wolfgang Staudte a la Mejor Película en el Festival de Cine de Berlín de 2001.

## Argumento
La veinteañera lesbiana Chinatsu comparte un apartamento de una habitación con la heterosexual Kyoko. Aunque Chinatsu y Kyoko tienen una atracción pasajera, Kyoko está más interesada en los hombres, especialmente en uno que cuida a los peces en una tienda de mascotas, quien a pesar de sus esfuerzos, no parece estar interesado en ella.

## Reparto
- Mika Okuno como Chinatsu
- Chika Fujimura como Kyoko
- Hidetoshi Nishijima como Sakamoto
- Toshiya Nagasawa